# Phare de Hraunhafnartangi
Le phare de Hraunhafnartangi (en islandais : Hraunhafnartangaviti) est un phare situé dans la région de Norðurland eystra.